# (613490) 2006 RJ103
(613490) 2006 RJ103, também escrito como (613490) 2006 RJ103, é um troiano de Netuno que tem o mesmo período orbital que Netuno em seu ponto de Lagrange L4. Ele possui uma magnitude absoluta de 7,5 e tem um diâmetro com cerca de 139 km.

## Descoberta
(613490) 2006 RJ103 foi descoberto no ano de 2006.

## Órbita
A órbita de (613490) 2006 RJ103 tem uma excentricidade de 0,033 e possui um semieixo maior de 29,978 UA. O seu periélio leva o mesmo a uma distância de 29,002 UA em relação ao Sol e seu afélio a 30,954 UA.